# Каконди
Каконди (порт. Caconde) — муниципалитет в Бразилии, входит в штат Сан-Паулу. Составная часть мезорегиона Кампинас. Входит в экономико-статистический микрорегион Сан-Жуан-да-Боа-Виста. Население составляет 19 187 человек на 2006 год. Занимает площадь 470,487 км². Плотность населения — 40,8 чел./км².
Праздник города — 8 декабря.

## История
Город основан 2 марта 1775 года.

## Статистика
- Валовой внутренний продукт на 2003 составляет 92 962 426,00 реалов (данные: Бразильский институт географии и статистики).
- Валовой внутренний продукт на душу населения на 2003 составляет 4940,61 реала (данные: Бразильский институт географии и статистики).
- Индекс развития человеческого потенциала на 2000 составляет 0,782 (данные: Программа развития ООН).

## География
Климат местности: субтропический. В соответствии с классификацией Кёппена, климат относится к категории Cfb.

## Галерея
- Собор